# Омонія (станція метро)
«Омонія» (грец. Ομόνοια) — пересадкова станція Афіно-Пірейської залізниці та 2 лінії Афінського метрополітену Афінського метрополітену. Розташована за 9,981 км від станції метро «Пірей». Станцію відкрито 21 липня 1930 року.
Спочатку «Омонія» була відкрита у 1895, але згодом була перероблена до 1930 року під станцію метро. В 2000 році були відкриті додаткові платформи для Лінії 2.